# Montalbán de Córdoba
Montalbán de Córdoba là một thị trấn ở tỉnh Córdoba ở vùng Andalusia, phía Nam Tây Ban Nha. Thị trấn này cách tỉnh lỵ Córdoba 42 km.